# Оксид иридия(IV)
Окси́д ири́дия(IV) (диоксид иридия, двуокись иридия) — неорганическое соединение, 
оксид металла иридия с формулой IrO2, 
чёрные кристаллы, 
нерастворимые в воде,
образует гидраты.

## Получение
- Окисление порошкообразного иридия на воздухе или в кислороде:

{\displaystyle {\mathsf {Ir+O_{2}\ {\xrightarrow {700^{o}C}}\ IrO_{2}}}.}
- Нагревание трихлорида иридия в токе кислорода при 600°C:

{\displaystyle {\mathsf {2IrCl_{3}+2O_{2}\ {\xrightarrow {600^{o}C}}\ 2IrO_{2}+3Cl_{2}}}.}
- Прокаливание гексахлороиридата(IV) калия с карбонатом натрия:

{\displaystyle {\mathsf {K_{2}[IrCl_{6}]+2Na_{2}CO_{3}\ {\xrightarrow {T}}\ IrO_{2}+2KCl+4NaCl+2CO_{2}\uparrow }}.}
- Дегидратация гидратированной формы при нагревании в инертной атмосфере:

{\displaystyle {\mathsf {IrO_{2}\cdot 2H_{2}O\ {\xrightarrow {300^{o}C}}\ IrO_{2}+2H_{2}O}}.}

## Физические свойства
Оксид иридия(IV) образует чёрные кристаллы
тетрагональной сингонии (по типу рутила),
пространственная группа P 4/mmm,
параметры ячейки a = 0,449 нм, c = 0,314 нм, Z = 2.
Не растворяется в воде, этаноле и кислотах.
Существует гидрат IrO2·2H2O — синий (или, в зависимости от условий осаждения, индигово-синий, фиолетовый, тёмно-синий или чёрный) осадок, кристаллизующийся из раствора гексахлороиридата натрия Na3[IrCl6] раствором KOH при одновременном пропускании кислорода. При этом сначала образуются фиолетовые и синие коллоидные растворы, из которых через некоторое время осаждается гидрат; его осушение серной кислотой приводит к продукту с формулой IrO2·2H2O. В щелочах даже свежеосаждённый гидрат IrO2 почти нерастворим, но довольно легко растворяется в кислотах, кроме серной.

## Химические свойства
- Разлагается при нагревании:

{\displaystyle {\mathsf {IrO_{2}\ {\xrightarrow {1100^{o}C}}\ Ir+O_{2}\uparrow }}.}
- Восстанавливается водородом:

{\displaystyle {\mathsf {IrO_{2}+2H_{2}\ {\xrightarrow {T}}\ Ir+2H_{2}O}}.}